# Вирунга
Планината Вирунга (Муфумбиро) е област на съвременен вулканизъм в Източна Африка, простираща се по границите на Руанда, Демократична република Конго и Уганда, между езерата Киву на юг и Едуард на север. Планинският масив е разположен в разширеното дъно на Източноафриканската разломна зона, където се издигат 8 вулкана. Повечето от тях са спящи освен Нирагонго (3470 m) и Нямурагира (3058 m). Последното изрегване на тези вулкани е през 2006 г. Карисимби (4507 m) е най-високият вулкан, издигащ се границата между ДРК и Руанда. Най-старото възвишение е Сабиньо (3634 m). Склоновете на вулканите са покрити с влажни екваториални и планински гори, преминаващи нагоре в храсталаци. Най-високите части са заети от безжизнени лавови полета.
Планините Вирунга са дом на силно застрашената планинска горила, която е в Червената книга на Международния съюз за защита на природата поради загуба на хабитат, бракониерство, човешки болести и войни (Butynski et al. 2003). Изследователският център Карисоке, основан от Даян Фоси за наблюдение на горилите в естествения им хабитат, се намира между върховете Карисимби и Визоке.

## Национални паркове
- Вирунга, Демократична република Конго
- Вулканос (национален парк), Руанда
- Мгахинга Горила (национален парк), Уганда

## Върхове
- Карисимби, Руанда/ДРК (4507 м)
- Микено, ДРК (4437 м)
- Мухабура, Руанда/Уганда (4127 м)
- Визоке (Бизоке), Руанда/ДРК (3711 м)
- Сабиньо, Руанда/Уганда (3674 м)
- Гахинга, Руанда/Уганда (3474 м)
- Нирагонго, ДРК (3470 м)
- Нямурагира, ДРК (3058 м)

## В културата
- Действието на романа на Майкъл Крайтън „Конго“ се развива предимно в района на Вирунга.
- Самба Мпангала, конго-кенийски музикант, е имал група, наречена „Оркестър Вирунга“.